# Adelomyrmex myops
Adelomyrmex myops är en myrart som först beskrevs av Wheeler 1910.  Adelomyrmex myops ingår i släktet Adelomyrmex och familjen myror. Inga underarter finns listade i Catalogue of Life.

## Bildgalleri

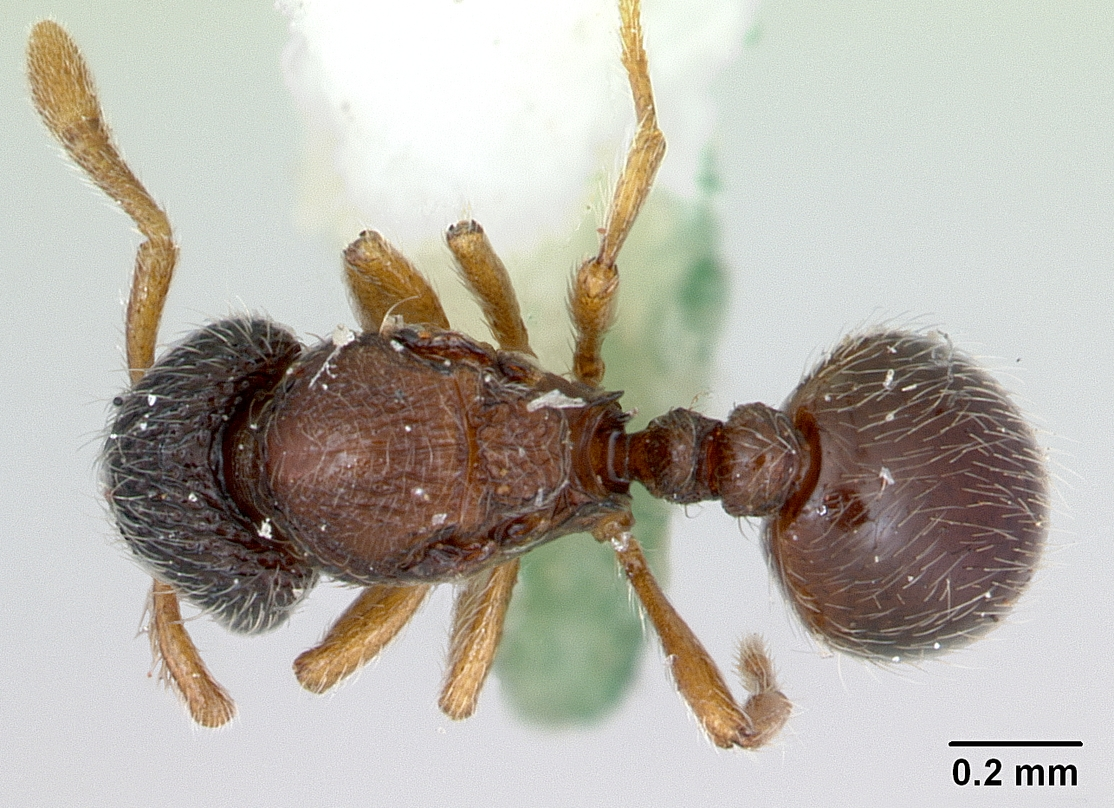
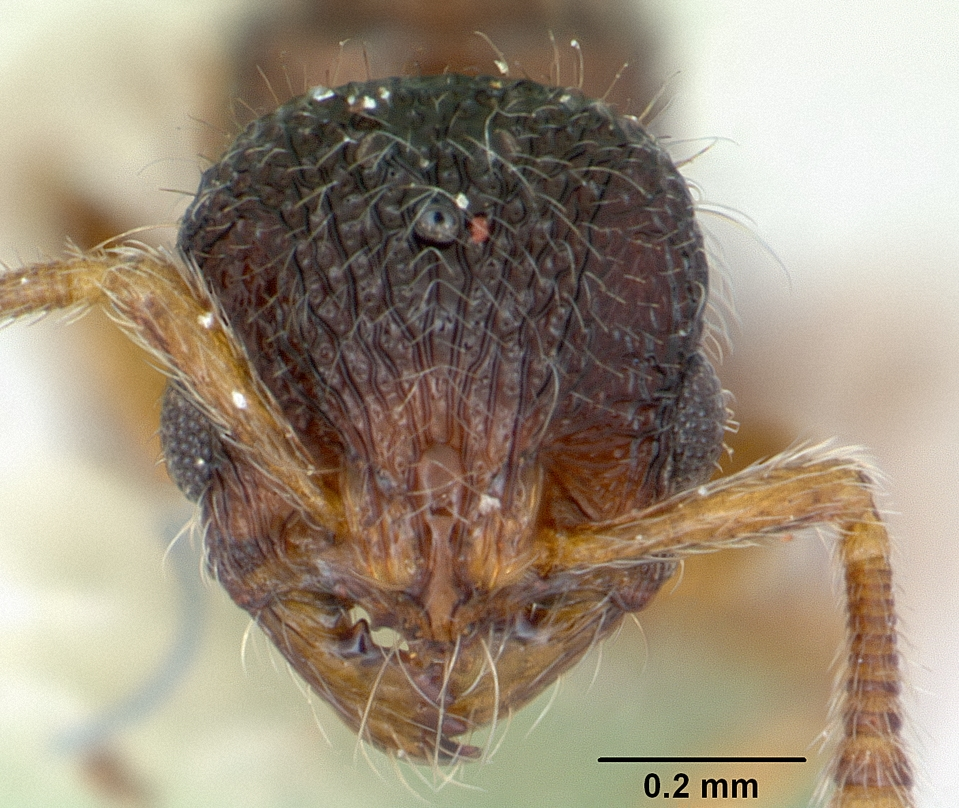
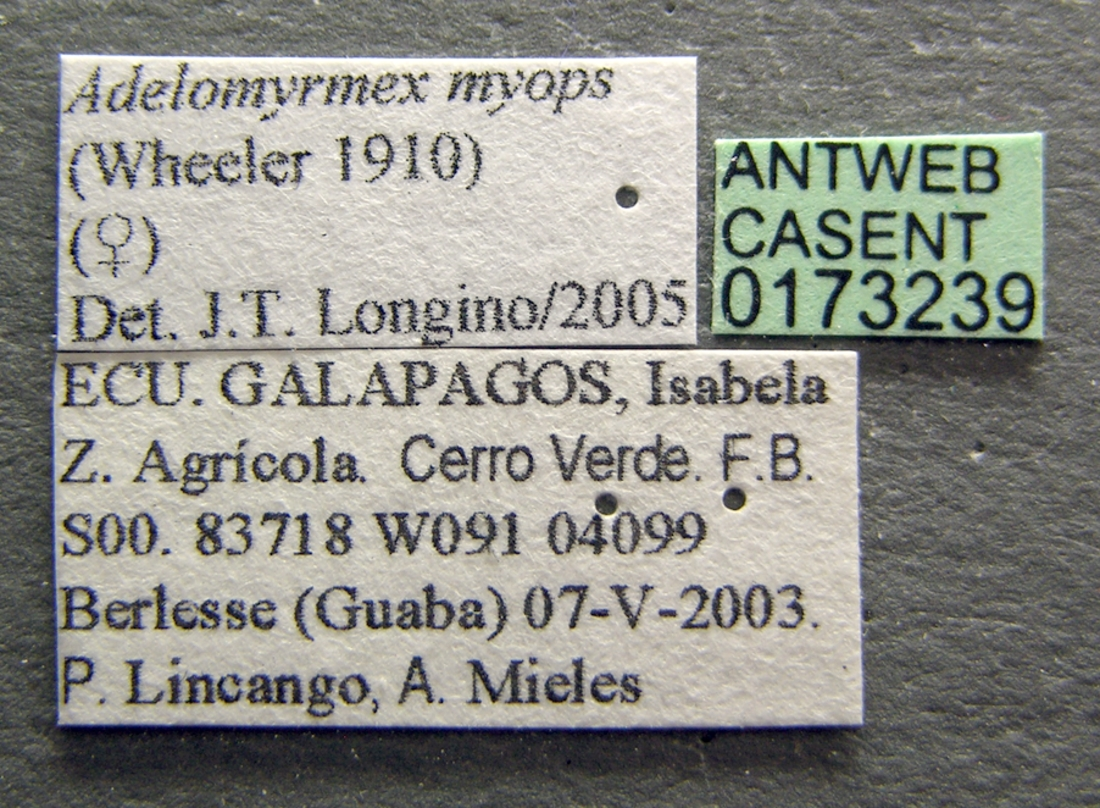
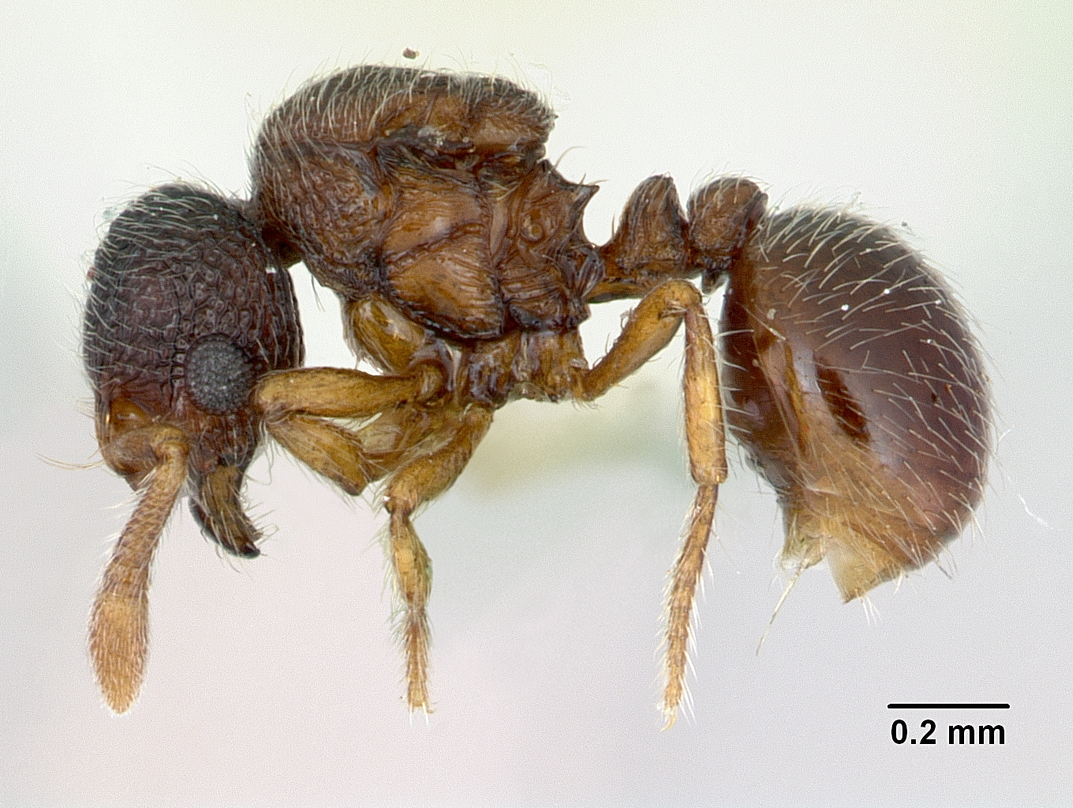
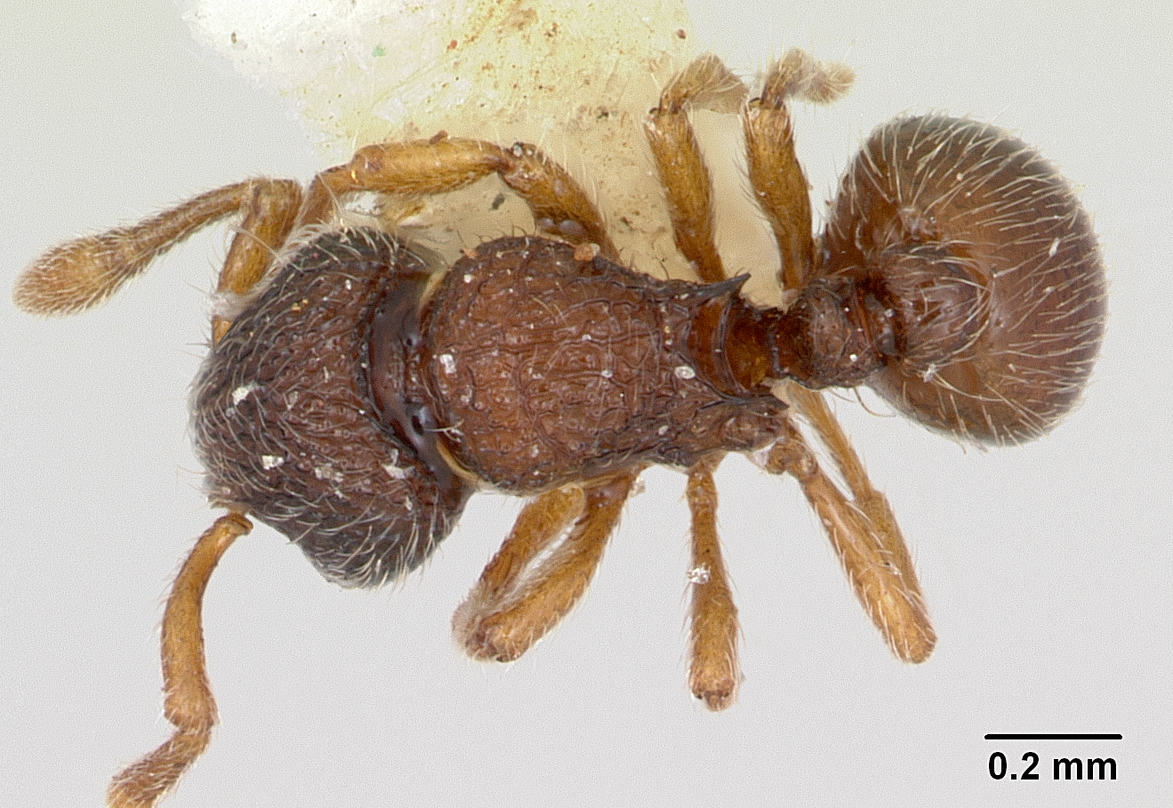
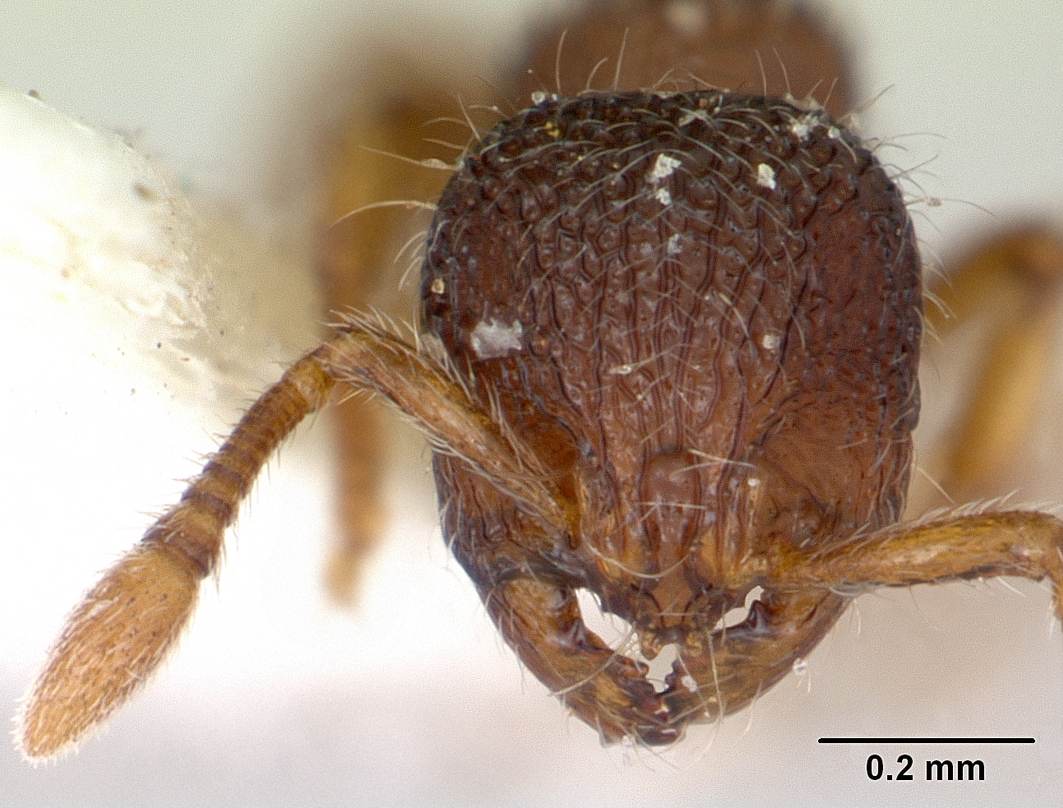